# 張利郁
張 利郁（チャン・イウク、1895年 - 1983年）は、大韓民国の独立運動家、外交官。ソウル大学校第3代総長。
1912年に平壌の崇実高等普通学校卒業、1925年に米国アイオワ州のダビューク大学を卒業、1927年にニューヨークのコロンビア大学師範大学院で教育学修士学位を取得。1938年に平北宣川新成中学校校長、1945年にソウル大学校師範大学学長、1948～1949年に第3代ソウル大学校総長を歴任した。
安昌浩の興士団にて活動。著書「島山の人格と生涯」がある。

## 著書
- 『島山の人格と生涯』大成文化社（1970年）